# Međuopštinska jablanička liga
Međuopštinska Jablanička liga je jedna od ukupno 52 međuopštinske lige u fudbalu. Međuopštinske lige su šesti nivo ligaških fudbalski takmičenja u Srbiji. Veći rang je Jablanička okružna liga , a niži rang čini liga — Gradska liga Leskovac.

## Sezona 2015/16
Pobednik sezone 2015/16. je fudbalski klub Jedinstvo iz Šišave koji je osvojio 78 bodova, dok je drugo mesto osvojila ekipa Poleta iz Stajkovca sa 77 bodova. Ove dve ekipe prošle su u veći rang takmičenja. Ekipe OFK Bobište (36 bodova), FK Moravac Guberevac (11 bodova) i FK Morava Gložane (9 bodova) ispale su u niži rang takmičenja.

## Sezona 2016/17
Sezona 2016/17. počinje prvim kolom koje se igra 20. i 21. avgusta. Posle prvog dela sezone očekivano su fudbaleri Mladosti iz Vinarca osvojili prvo mesto. U vrhu tabele bili su i Šumadija i Jedinstvo a pored njih su i OFK Morava i Mladost iz Batulovca bili pri vrhu.Negde u sredini tabele su ekipe Reala BSK-a Bratstva i Mladosti iz Donje Lokosnice, a pri dnu tabele su bili Gradac, Atletiko i Napredak koji je imao samo dva boda.
U Nedelju 18.06.2017 zavrsena je sezona 2016/17 a titulu je osvojila ekipa FK Jedinstvo Grdelica sa osvojenih 77 boda dok je drugo mesto zauzela ekipa FK Mladost Vinarce sa osvojenih 75 boda dok su u nizi rang otisli FK Atletiko Donja Jajina,FK Mladost Donja Lokosnica,FK Sloboda Donje Brijanje,Navalin,kao i ekipa FK Napredak Bogojevce.

## Sezona 2017/18
Sezona 2017/18 počela je u nedelju 20. Avgusta 2017 odigranim prvim kolom.
Posle prvih 6 kola na tabeli vodi ekipa OFK Morava a za njom i Sumadija iz Razgojne razlika izmedju njih je 3 boda.
Izjednaceni broj bodova OFK Morava i  Sumadija Razgojna imali su od 7. kola  do 11. kola kada je Sumadija kiksirala i izgubila 1-0 od ekipe FK Mladost Batulovce.
Posle 15 kola zavrsen je jesenji deo sezone a jesenji prvak je OFK Morava iz Leskovca.

## Prvaci
| Сезона  | Бр. клуб. | Првак                     | Бодови | Другопласирани          | Бодови |
| 2011/12 | 12        | Sloga, Lipovica           | 50     | Mladi Borac, Živkovo    | 47     |
| 2012/13 | 14        | Lemind 1953, Leskovac     | 60     | Radnički, Pertate       | 54     |
| 2013/14 | 14        | Mladost, Vinarce          | 64     | Brza, Brza              | 61     |
| 2014/15 | 16        | Omladinac, Donje Sinkovce | 73     | Sloboda, Donje Brijanje | 71     |
| 2015/16 | 18        | Jedinstvo, Šišava         | 78     | Polet, Stajkovce        | 77     |
| 2016/17 | 18        | Jedinstvo, Grdelica       | 77     | Mladost, Vinarce        | 75     |
| 2017/18 | 16        | OFK Morava , Leskovac     | 69     | Sumadija , Razgojna     | 63     |
| 2018/19 | 16        | FK Real , Donja Jajina    | 72     | FK Moravac , Pečenjevce | 60     |

## Klubovi u sezoni 2016/17.
- Atletiko (Donja Jajina)
- Bratstvo (Bratmilovce)
- Gradac (Konopnica)
- BSK (Belanovce)
- Jedinstvo (Grdelica)
- Lemind (Leskovac)
- Marjan MB (Mala Biljanica)
- Milanovo (Milanovo)
- Mladost (Batulovce)
- Mladost (Donja Lokošnica)
- Mladost (Vinarce)
- Napredak (Bogojevce)
- Navalin (Navalin)
- Morava (Leskovac)
- Real (Donja Jajina)
- Sloboda (Donje Brijanje)
- Sušica (Kukulovce)
- Šumadija (Razgojna)

## Klubovi u sezoni 2017/18
- Plantaža (Donje Stopanje)
- Radnički (Pertate)
- Omladinac (Donje Sinkovce)
- OFK Morava (Leskovac)
- Mladost (Batulovce)
- Real (Donja Jajina)
- BSK (Belanovce)
- Šumadija (Razgojna)
- Bratstvo (Bratmilovce)
- Milanovo (Milanovo)
- Sušica 2012 (Kukulovce)
- Gradac (Konopnica)
- Lemind (Leskovac)
- Marjan MB (Mala Biljanica)
- Moravac (Pečenjevce)
- ŠFU Derbi 2016 (Vlase)

## Klubovi u sezoni 2018/19
| Клуб                  | Насеље         |
| --------------------- | -------------- |
| FK Jedinstvo          | Šišava         |
| FK Radnik Sušica 2012 | Kukulovce      |
| FK Plantaža           | Donje Stopanje |
| FK Milanovo           | Milanovo       |
| FK Mladost            | Batulovce      |
| FK Gradac             | Konopnica      |
| FK Marjan MB          | Mala Biljanica |
| FK BSK                | Belanovce      |
| FK Sloboda            | Donje Brijanje |
| FK Real               | Donja Jajina   |
| FK Lemind 1953        | Leskovac       |
| FK Moravac            | Pečenjevce     |
| FK Bratstvo           | Bratmilovce    |
| FK Todorovce          | Todorovce      |
| FK Veliko Trnjane     | Veliko Trnjane |
| FK Radnički           | Pertate        |

## Spoljašnje veze
- Rezultati i tabela „Međuopštinska liga Pocerina“ www.srbijasport.net